# Никольсбургер, Режё
Режё Никольсбургер (венг. Nikolsburger Rezső; 23 марта 1899, Секешфехервар — 12 декабря 1969, Нью-Йорк), настоящее имя Рудольф Никольсбургер (венг. Rudolph Nickolsburger), в США жил под именем Руди Николс (англ. Rudy Nichols) — венгерский футболист, нападающий.

## Карьера
Режё Никольсбургер родился в городе Секешфехервар. Он начал свою карьеру в клубе «Ференцварош», где дебютировал 30 мая 1920 года в матче с «Немзети», в котором сразу же забил гол. Через год Режё забил 17 мячей в чемпионате, лишь на 4 меньше, чем лучший бомбардир первенства — Дьёрдь Орт. В 1923 году Никольсбургер уехал в Чехословакию, где одновременно играл в клубах «Хакоах» и «Маккаби», в составе которых ранее могли выступать только иудеи. При этом Режё получил от «Маккаби» 15 тыс. крон за переход в эту команду. В тот же период клуб совершил турне по Европе, среди прочего обыграв мадридский «Реал» со счётом 3:1. В 1925 году нападающий возвратился в «Ференцварош» и стал в сезоне 1925/1926 чемпионом страны. Всего за клуб он провёл 100 матчей, последний из которых 1 апреля 1926 года против «Славии». В чемпионате — 53 матча и 22 гола, в Кубке Венгрии — 3 матча и 2 гола, в прочих матчах — 6 голов в 6 встречах, в международных клубных встречах — 39 матчей и 27 голов. В 1926 году Режё перешёл в другой иудаистский клуб, «Хакоах» из Вены. За два сезона он провёл два матча за клуб, в котором забил два гола.
В 1928 году Никольсбургер уехал в США, где играл за клубы «Нью-Йорк Хакоах» и «Хакоах Олл-Старс», образованного из слияния «Нью-Йорк Хакоах» и «Бруклин Хакоах», вплоть до закрытия профессиональной футбольной лиги этой страны. За «Олл-Старс» Режё провёл 84 матча и забил 30 голов.

## Международная статистика
| Матчи Режё Никольсбургера за сборную Венгрии | Матчи Режё Никольсбургера за сборную Венгрии | Матчи Режё Никольсбургера за сборную Венгрии | Матчи Режё Никольсбургера за сборную Венгрии | Матчи Режё Никольсбургера за сборную Венгрии | Матчи Режё Никольсбургера за сборную Венгрии | Матчи Режё Никольсбургера за сборную Венгрии |
| -------------------------------------------- | -------------------------------------------- | -------------------------------------------- | -------------------------------------------- | -------------------------------------------- | -------------------------------------------- | -------------------------------------------- |
| №                                            | Дата                                         | Место проведения                             | Оппонент                                     | Счёт                                         | Голы                                         | Турнир                                       |
| 1                                            | 7 ноября 1920                                | Будапешт                                     | Австрия                                      | 1:2                                          | —                                            | Товарищеский матч                            |

## Достижения
- Чемпион Венгрии: 1925/1926
- Обладатель Открытого кубка США: 1928/1929

## Статистика
- Профиль на magyarfutball.hu